# Cerreto Grue
Cerreto Grue (Srèj o Sregh in piemontese) è un comune italiano di 295 abitanti della provincia di Alessandria, in Piemonte.

## Origini del nome
Al nome Cerreto (luogo dove crescono i cerri) è stato aggiunto Grue (il torrente che scorre a valle del paese) per non confonderlo con gli altri comuni italiani di analoga denominazione. All'inizio dell'Ottocento era chiamato Cerreto della Malta, perché in caso di pioggia le strade della zona risultavano molto fangose.

## Storia
Il rinvenimento di reperti archeologici conferma l'esistenza di un insediamento romano nel territorio del comune.  La prima notizia attendibile della località risale al 1196, quando un documento dell’archivio capitolare di Tortona cita un Ribaldo di Cerreto prevosto della cattedrale di Tortona. L’attuale abitato si costituì intorno ad un “riduto sarrato”,  luogo fortificato appartenente alla famiglia “de Cerreto”, nota poi come Pernigotti a partire dal XVI secolo. Il nucleo fortificato medievale è ancora rintracciabile in Vicolo della Torre, una struttura quadrangolare in pietra (sec. XIII-XIV), e all’angolo tra via Grue e via Roma, con una torre in cotto (sec. XIV-XV) con muro a scarpa. I “da Cerreto” già nel XIII secolo con Giovanni di Guglielmo partecipavano alla vita amministrativa di Tortona. Nel 1409 i signori di Cerreto e Cornegliasca, aderirono alla lega delle famiglie ghibelline del distretto di Tortona legate a Filippo Maria Visconti. La località negli Statuti di Tortona del XIV secolo risulta appartenere al distretto cittadino. Nel 1362 il suo territorio fu devastato dai mercenari comandati dal condottiero Alberto Sterz. Nel 1541 vengono censite 66 persone con 17 fuochi (6 famiglie erano Pernigotti), aumentate a 163 nel 1592. Nel 1642 il paese fu saccheggiato dalle truppe francesi.  Nel 1647 la comunità pagò  per non essere infeudata al capitano Nicolò Maria Busseti di Tortona, ma solo  nel 1689 i cerretesi rinunciarono all'autonomia e accettarono di essere infeudati ai fratelli Biagio Gaetano e Carlo Alessandro Busseti e nel 1778 al marchese Emilio Signoris-Busseti, sposo di Anna, ultima dei Busseti, fino alla soppressione del feudalesimo (1797). Nel 1798 fu proclamata la municipalità repubblicana con a capo Ottavio Regaglio; nel 1802 fu nominato sindaco dai francesi Stefano Valenti. Nel 1814 e nel 1818 il comune fu inserito dai Savoia nel mandamento di Viguzzolo.

### Simboli
Lo stemma e il gonfalone del comune di Cerreto Grue sono stati concessi con decreto del presidente della Repubblica del 13 marzo 2017.
Il gonfalone è un drappo di verde.

## Monumenti e luoghi d'interesse

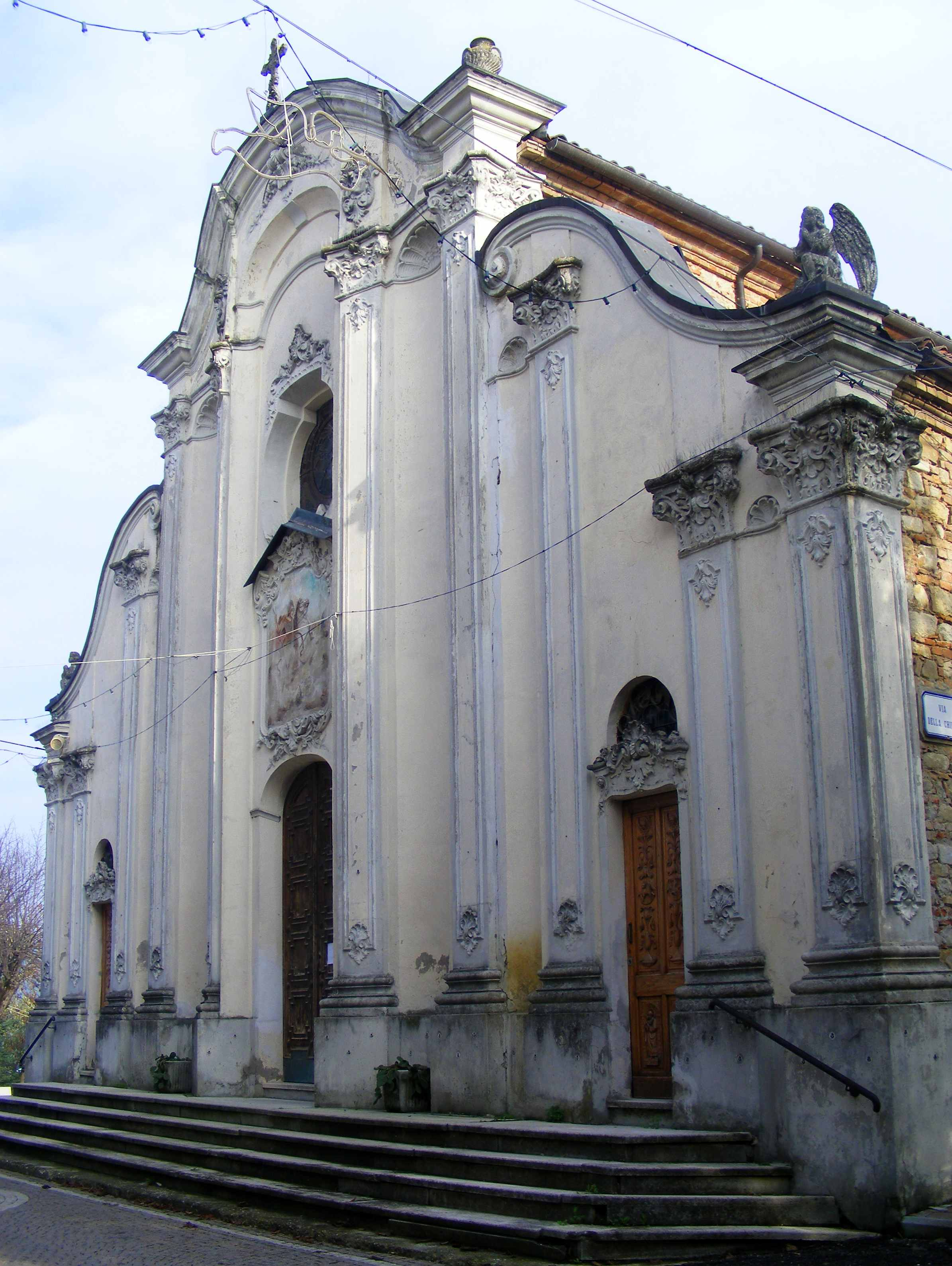
La parrocchiale

- Chiesa parrocchiale di San Giorgio, ricostruita nel XVIII secolo in luogo di un edificio precedente; il campanile risale al 1896[4].

## Società

### Evoluzione demografica
Abitanti censiti

## Amministrazione

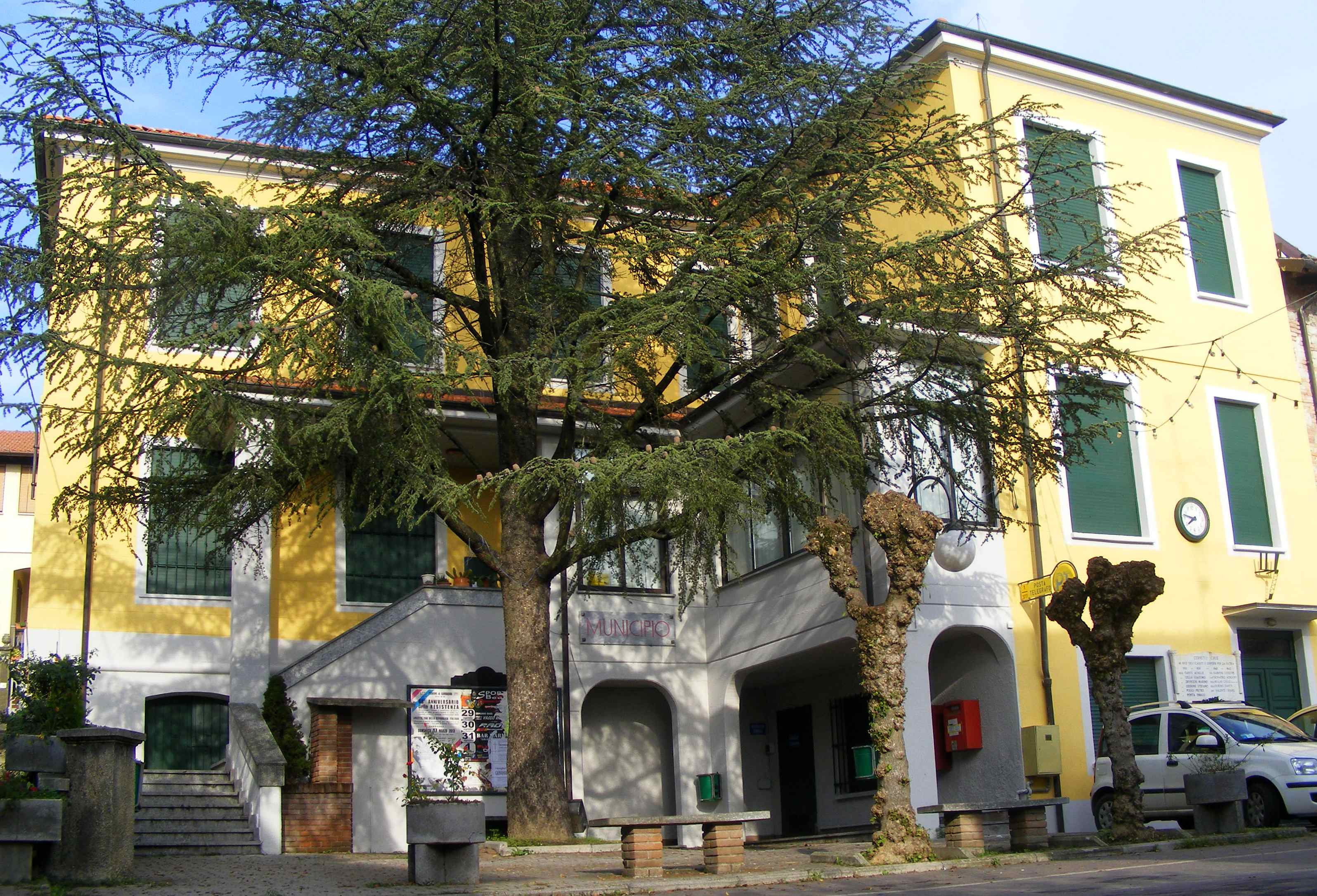
Il municipio

Di seguito è presentata una tabella relativa alle amministrazioni che si sono succedute in questo comune.
| Periodo        | Periodo        | Primo cittadino        | Partito                             | Carica  | Note  |
| -------------- | -------------- | ---------------------- | ----------------------------------- | ------- | ----- |
| 6 giugno 1985  | 26 maggio 1990 | Massimo Romano         | Partito Socialista Italiano         | Sindaco | [ 7 ] |
| 26 maggio 1990 | 24 aprile 1995 | Massimo Romano         | Partito Socialista Italiano         | Sindaco | [ 7 ] |
| 24 aprile 1995 | 14 giugno 1999 | Massimo Romano         | centro                              | Sindaco | [ 7 ] |
| 14 giugno 1999 | 14 giugno 2004 | Massimo Romano         | lista civica                        | Sindaco | [ 7 ] |
| 14 giugno 2004 | 8 giugno 2009  | Massimo Devecchi       | lista civica                        | Sindaco | [ 7 ] |
| 8 giugno 2009  | 26 maggio 2014 | Daniele Cella          | lista civica                        | Sindaco | [ 7 ] |
| 26 maggio 2014 | 26 maggio 2019 | Piero Giuseppe Bonadeo | lista civica: Cerreto per il futuro | Sindaco | [ 7 ] |
| 26 maggio 2019 | 9 giugno 2024  | Piero Giuseppe Bonadeo | lista civica: Cerreto per il futuro | Sindaco | [ 7 ] |
| 9 giugno 2024  | in carica      | Piero Giuseppe Bonadeo | lista civica: Cerreto per il futuro | Sindaco | [ 7 ] |

### Altre informazioni amministrative
Il comune faceva parte della Comunità Montana Valli Curone Grue e Ossona.